# 在臺馬來西亞人
在臺馬來西亞人，是指居住在臺灣的馬來西亞人，其中包括前往臺灣就學、就業、與臺灣人結婚及移民臺灣的馬來西亞人，其中就學約佔超過一半。因臺灣社會非穆斯林人口組成、僑生教育政策及馬來西亞新經濟政策實行之緣故，來臺居學或居留的人士，以華人佔絕大多數（其他數據上旅外馬來西亞人亦以華人為主）。

## 來臺原因

### 臺灣方面
馬來西亞人在臺灣的落腳，與冷戰有密不可分之淵源，在國共內戰，中國國民黨戰敗導致中華民國中央政府輾轉於1949年12月撤退至臺灣臺北，為彰顯自身仍為「正統中國」及感謝部分海外華僑對於國民黨的支持，在1950年代隨即恢復在大陸時期所實施的僑教政策。1951年，國民黨政府推出「華僑學生申請保送來台升學辦法」，該辦法在1958年被「僑生回國就學及輔導辦法」取代，並沿用至今。50年代，東南亞地區許多地區仍處於獨立運動的熱潮中，而共產主義也在此時在東南亞各地區極力散播其思想。1953年，時任美國副總統尼克森（Richard Milhous Nixon）到訪臺灣時，發現許多東南亞華僑遭受共產主義熏陶，而前往中國大陸就學，隨即便建議國民政府應招收更多的僑生來台就學，避免東南亞被赤化，在尼克森返回美國後，也成功爭取到給僑生教育的美援經費。1954年，在美援的挹注下，國民黨開始提供獎助學金津貼、僑生來台就學之經費等，讓海外華人在台就學，接受自由民主思想，返回東南亞能協助傳播相關思想，遏阻共產黨對東南亞的「紅色滲透」。當時僑教利用美援的方式是，每招收一名僑生，就補助大學1萬元，意即大學的僑生人數收越多，爭取到的經費就更多，許多臺灣的大學也利用相關經費，建設校舍及購置設備。
90年代起，臺灣政府開始廣設大學，但隨著國內人口出生率不斷下降，境內許多大學開始出現學生來源不足的問題，面臨倒閉。許多國立及私立學校為了爭取更高的排名和資金來源，開始向外大量招收學生，因政治因素不能收取過多大陸學生的情況下，擁有長久來臺升學歷史及同文同種馬來西亞華人隨即成為這些大專院校的首要目標，開始透過聯合招或獨立招生的方式，加上馬來西亞華裔也擁有升學的需求，因此讓許多馬來西亞人得以利用此途徑前往臺灣。

### 馬來西亞方面
19世紀末，中國大陸沿海有大量的華人前往南洋生活，為了維護文化傳統，隨即也在南洋一帶興辦華文教育，馬來西亞在歷史上，並未經歷強烈的民族同化政策，加上當地擁有眾多的華裔人口，這也導致當地仍是目前兩岸四地以外，華文教育體系保存最完好的國家，在19世紀末起，當地一直都有一定的華僑前往中國大陸就學。在馬來亞在1957年獨立，及1963年馬來西亞的成立後，該國一直遵守堅持反共的國策，中華民國與馬來西亞在1964年也互設領事館，而1966年在馬來西亞擔任領事的前副總統蕭萬長，也鼓勵了馬方開放更多學生來臺求學。雖然馬來西亞在1974年與中華人民共和國建交，同時撤出在臺北的領事館，但馬中兩國民間來往依然有限，當時的馬來西亞學生不被允許前往中國大陸就學，直到90年代，兩國關係正常化，才得以合法化地道中國大陸就學。
馬來西亞在1960年通過《1960年教育檢討報告書》(簡稱《拉曼達利報告書》)，宣佈由1961年起，政府不再舉辦以華文為教學媒介語的中學公館考試，只以官方語言—馬來文及英文作為考試媒介語，並規定不接受改制的當地華文中學，排除在當地政府教育體系之外，成為華文獨立中學，且不承認相關文憑。馬來西亞當地在1969年也爆發華人與馬來人之間的流血衝突—五一三事件，當時政府有感當地馬來人與華人之間存在經濟鴻溝，是導致社會動亂的主因之一，於是在1970年也開始推出新經濟政策（英語：New Economic Policy；馬來語：Dasar Ekonomi Baru），提升馬來人在當地的社經地位及逐步確立馬來人的特權，如在國立大學的學籍數量、獎學金的分派等，實行固打制。在華文獨立中學被排除在政府的教育體系及固打制的實施下，華人難以在當地的國立大學繼續升學，加上政府並不允許前往中國大陸就學，而前往臺灣升學，是當地華人接受華文教育最好的管道，中華民國政府在1950年代起，也為海外前來就讀華僑提供獎學金，使得每年都有穩定的馬來西亞籍學生前往臺灣升學。1980年代末，隨著馬來西亞的經濟快速起飛，以及臺灣流行文化產業的蓬勃發展，在軟實力對當地華社影響下，以及21世紀初，臺灣各大學也接受馬來西亞教育文憑(SPM)和馬來西亞高等教育文憑(STPM)作為其升學管道、馬來西亞私立大學院校與臺灣各大學開設雙聯學制，以及海外青年技術訓練班(海青班)的廣設，讓前往臺灣升學不再限於華文獨立中學的畢業生，就讀馬來西亞國立中學的華裔學生也能利用其它途徑前往臺灣深造，更大量增加當地華裔前往臺灣就學的數量，使得馬來西亞學生數量長期位居臺灣外籍學生排名之前例，在2017年達到頂峯，有17,079名馬來西亞籍學生分佈在臺灣各大專院校。
隨著近年馬來西亞私立大學數量快速成長，且辦學品質有明顯提升，使得當地華裔在國內的升學機會大升。此外，中國大陸的經濟崛起，臺灣軟實力影響力的下降，以及當地年輕華裔學生更傾向於前往歐美西方國家升學，加上臺灣境內一些私立大學院校退場消息的傳出，讓馬來西亞留臺學生人數自2018年開始下降，尤其在2019冠状病毒病疫情、長榮大學外籍生命案的發生，更讓學生人數進一步下降，在2020年新入學的人數跌破1,800人。

## 目前狀況
因在臺馬來西亞主要係透過留學的方式前來，加上臺灣政府對於海外人士在臺工作居留，係比照一般外籍白領的「兩年工作經驗加上薪資達新台幣47,971元」，大部分在臺留學學生並不容易達到相關的居留門檻，因此畢業後即返國生活，居留在臺灣的時間並不長，除了學生族群外，主要以婚姻、擁有兩國國籍或白領菁英為主。隨著近年臺灣人口出生率不斷下降，以及境內人才外流的情況日益嚴重，為了與鄰近國家競爭，勞動力發展署於2014年7月開始改為評點制，讓在臺就學之僑外生得以利用學歷、聘僱薪資、工作經驗、擔任職務資格、華語語文能力、他國語言能力、他國成長經驗和配合政策等八項，評斷是否能取得臺灣工作證，繼而申請居留證。
在此政策推行後，開始有大量在臺畢業之馬來西亞人透過此方法，取得在臺長期居留之權利，根據2020年勞動部統計外國專業人員就業概況，馬來西亞籍專業人員留臺灣工作人數快速增長，人數達1萬2千，佔在臺外國專業人士的13.5%，僅次於日本，排名第二。

## 分佈

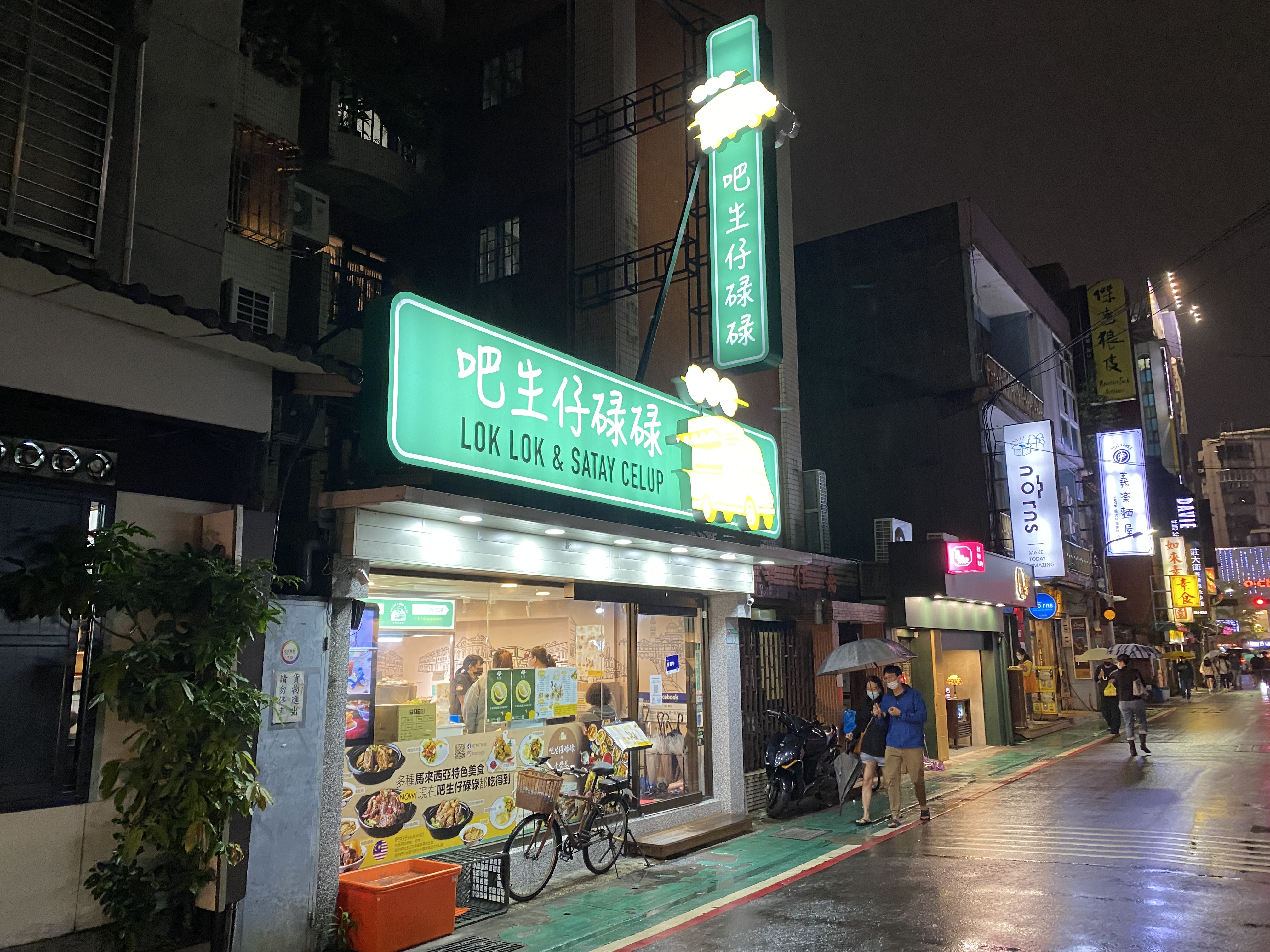
位於臺北市公館的馬來西亞餐廳。

根據內政部入出國及移民署，目前臺灣各縣市都有在臺馬來西亞人的分佈，但主要分佈在臺北市、新北市、臺中市、桃園市、臺南市、高雄市及新竹市，因大多為在臺留學的族群，因此集中在各大學院校周圍，如臺北市的公館、士林、景美，新北市的淡水、板橋、林口等地。

## 國籍議題
因馬來西亞國民不被允許擁有雙重國籍，加上《中華民國國籍法》之故，外籍人士欲取得中華民國國籍需放棄原有國籍，因此除了少數因婚姻或跨國婚姻的子女外，大部分在臺馬來西亞人並無取得中華民國國民身分，仍保有馬來西亞的國籍。2016年12月21日《中華民國國籍法》修正後，方才允許外國高級專業人才可在免喪失原有國籍情形下申請歸化，但依據《馬來西亞聯邦憲法》第24條文，如果馬來西亞聯邦政府確信任何馬來西亞公民已經以登記、入籍或其它故意及正式之行動（婚姻除外）獲取他國公民權、故意向外國申請及行使任何包含在該國法律、相當於公民所專有之權利、在外國任何政治選舉中行使投票權者、申請或使用他國政府所發放的護照，馬來西亞聯邦政府可剝奪該公民之馬來西亞公民權，加上需符合中華民國外國高級專業人才的定義，因此持有兩國國籍的人數仍屬極少數。

## 政治取向
早期國民黨希望接受僑教的學生，在返國後協助傳播民主和宣揚國民黨為「正統中國」的理念，並不鼓勵學生畢業後繼續留在臺灣生活。得益於國民黨與馬來西亞馬華公會的特殊關係，因此早期的馬華公會也吸納不少返馬的旅臺學生入黨。因目前大部分在臺馬來西亞人並無取得中華民國國籍，且為短期居留的佔多數，因此對於母國的關注仍是較為關注。在經歷2008年三〇八政治海嘯，國民陣線的殘贏局面，也開啟馬來西亞年輕人參政的空間，當地華社求變的心態大起，自此馬來西亞的民主行動黨、人民公正黨的華裔政治人物來臺次數明顯增加，舉辦各項政治演講等活動，積極爭取在臺灣的潛在選民、支持者返鄉投票與吸納人才，雖然馬華公會也有來臺，主要還是招商引資，與學生交流的多限於聯誼性質的宴會，與積極擴大馬來西亞國內政治版圖的民主行動黨、人民公正黨相比，顯得較為消極。許多在臺求學的年輕人返國後，也紛紛加入民主行動黨和人民公正黨，或成為其工作人員。

## 對臺灣文化產業之影響

### 文學
在中華民國政府積極推行僑教政策後，許多馬來西亞籍學子在深造之餘，也投入文學創作，從組織文學社團到發表文章，漸踏上臺灣文學場域，臺灣因此成為戰後馬華文學最主要的聚集地之一。早期在臺灣的馬來西亞文學創作者，在受到臺灣戒嚴的影響，表現出對中華屬性的回歸、想像和認同，紛紛創立星座詩社、天狼星詩社、神州詩社等。自80年代起，隨著馬來西亞族群關係的融合，對於國家意識的提升，此時的馬華作家不再視中國大陸為原鄉唯一認同對象，而是將視線轉投馬來西亞的現實社會，創造出具高辨識度的南洋書寫風景。這時期的馬華作家多半是透過臺灣各項文學獎而進一步取得文壇名聲，如1977年商晚筠獲得聯合報短篇小說獎，到1987年張貴興獲得中國時報中篇小說獎，短短十年間，並有商晚筠、李永平與潘雨桐共奪下十二次的臺灣兩大報系文學獎之情況。1990年代起，黃錦樹、陸之駿、林幸謙、陳大為等人的興起，並吝嘗試多元議題的探索和語言實驗風格，於新詩、散文與小說等領域取得全方面的成功。近期，許多馬來西亞文學創作者也逐漸躋身至臺灣各大學院校的學術領域，以及擔任雜誌社之高層職位。

### 電影、戲劇
蔡明亮為為臺灣電影代表人物之一，其拍攝作品也曾奪取多項國際影壇大獎，協助臺灣電影打開世界知名度。在進入2000年後，廖克發、何蔚庭、郭春暉、池家慶等新銳導演也在臺灣拍攝作品，為臺灣電影帶來多元的特色。李心潔、李铭顺、謝佳見、戴祖雄、田士廣、原騰、陳澤耀等，也先後進入臺灣影視圈拍攝，填補臺灣演員西移中國大陸所留下的空缺，並入圍及獲得多項演員獎項，也協助推動臺灣和馬來西亞兩地的影視圈發展及合作。

### 音樂
馬來西亞因位處大中華文化圈邊陲，加上市場那個規模及當地政府政策影響，當地許多華裔歌手、音樂製作人等傾向到國外發展。70年代起，臺灣流行開始蓬勃發展，也開始吸引為數不少的馬來西亞籍音樂人前往臺灣尋找舞台，最早前來臺灣的歌手是巫啟賢，他最初走紅於新加坡，並在1988年成果打入臺灣流行音樂市場，隨後也開始影響後來赴臺發展的馬來西亞華語歌手。在90年代起，柯以敏、陳慶祥(阿牛)、光良、品冠、梁靜茹等，也陸續被發掘前來臺灣發展，也推出許多膾炙人口之音樂作品，華語樂壇有影響力的天王天后，其影響力開始遍及臺灣及大中華地區。2000年代開始於流行偶像的爆炸，也是臺灣流行音樂輝煌時期，有更多馬來西亞歌手來臺創作和拓展市場，包括戴佩妮、張智成、曹格、張棟樑等，他們也紛紛獲得臺灣各音樂獎項或提名。歌手選秀節目《超級星光大大道》、《超級偶像》等，也吸引了馬來西亞歌手參加，其中李佳薇、艾成等曾奪得冠軍。2010年起，部分歌手開始從網絡平台崛起，其代表人物為黃明志。另外，為數眾多的音樂製作人，如彭學斌、陳威全、伍家輝等，進入臺灣的唱片公司，協助為許多歌手創作及製作音樂，為臺灣的流行音樂發展做出許多的貢獻。

### 網路紅人
因在臺馬來西亞人以華人為主，在文化相近、語言能溝通的有利條件下，不少人也開始在臺灣做接業配、網路影片等網紅的工作，其中在2007年在臺灣求學的黃明志，把創作的《麻坡的華語》上傳至YouTube而爆紅，成為馬來西亞華裔網路紅人的鼻祖。在2010年代末期，開始許多留台學生透過拍攝影片與錄製podcast等，分享臺灣與馬來西亞之間的文化差異，或是介紹起臺灣美食、產品開箱等內容，成為網路紅人，如「手癢計劃」的Soya、西西歪、艾爾文、雁靈、康納等。也有部分原在馬來西亞生活的網路紅人，透過臺灣報導發掘，而前往臺灣影視圈、模特兒界發展，如林明禎。

## 知名人士

### 文學、教育界
- 陳大為：臺灣著名的大馬華人文學作家，現任國立臺北大學中文系教授兼系主任。
- 黃錦樹：臺灣著名的大馬華人文學作家、文學評論家。
- 李永平：華文小說家、翻譯家，於砂拉越出生及成長，曾榮獲國家文藝獎、全球華文文學星雲獎、中山盃華僑華人文學獎等，並曾獲頒國立台灣大學傑出校友獎。
- 陸之駿：馬來西亞籍專欄作家，早年為民進黨主席許信良助理，中年後長期寫文為民進黨政策辯護，曾任《台灣公論報》社長、台灣精緻農業發展協會副執行長、《自立晚報》總主筆、《民進周刊》總主筆、《春風詩刊》、《夏潮》、《前方》及創造出版社編輯等職。[30][31]
- 鍾怡雯：臺灣著名的大馬華人文學作家，曾任《國文天地》雜誌主編，現任元智大學中國語文學系教授。
- 張貴興：旅臺大馬華人文學作家，曾任臺北市成淵高中英文教師。[32]
- 張錦忠：臺灣大馬華文學評論家，1990年起任教於國立中山大學外國語文學系。
- 胡金倫：臺灣著名的大馬華人文學作家，現任時報文化出版第一編輯部總編輯。

### 政界
- 孫友聯：臺灣勞工運動人士，馬來西亞出身，1992年赴臺灣就讀國立臺灣大學社會學系，現任臺灣勞工陣線秘書長、總統府人權諮詢委員會委員，曾任民間監督健保聯盟召集人、21世紀憲改聯盟顧問及法律扶助基金會專門委員。[33][34]
- 羅美玲：出生於馬來西亞馬六甲[35]。曾連任兩屆南投縣議會議員，現任第10屆全國不分區立法委員[36]
- 陳欽生：出身馬來西亞霹靂州怡保的臺灣白色恐怖受難者及人權運動者。[37]

### 商界
- 潘健成：台灣企業家，現任群聯電子董事長兼總經理，[38]畢業於台灣交大控制系，隨身碟的發明者之一。[39]

### 醫學界
- 陳志金：國立臺灣大學醫學系畢業，現為奇美醫院加護病房主任。
- 楊樹文：成大醫學系畢業，中山醫學研究所博士，現任中醫大兒童醫院兒童過敏科主治醫師。
- 顏宗海：林口長庚醫院臨床毒物中心主任。
- 張明永：高雄長庚醫院前副院長，現為嘉義長庚紀念醫院副院長及精神科主治醫師。
- 黃軒：中國醫藥大學附設醫院，現為國際醫療中心專責醫生。
- 楊志權：高雄長庚醫院一般外科主治醫師。
- 李嫣雯：林口長庚醫院家醫科醫師。
- 吳虹：在高雄當婦產科醫師，是現任高雄市長陳其邁的老婆。

### 演藝界
- 蔡明亮：馬來西亞籍導演，為台灣電影代表人物之一，曾在歐洲三大國際影展獲得多個重要獎項，包括威尼斯影展的金獅獎與評審團大獎、柏林影展的銀熊獎及金馬獎的最佳導演獎[40]
- 廖克發：馬來西亞籍導演，曾入圍第56屆金馬獎最佳新導演，拍攝的電影多與東南亞華人有關。
- 郭春暉：馬來西亞籍電視製片及導演。
- 何蔚庭：馬來西亞籍導演，曾獲第47屆金馬獎最佳新導演獎、台北電影節特別評審推薦獎及電影產業最佳劇情片獎等。
- 梁靜茹：馬來西亞籍歌手，1999年在台灣演藝圈出道，曾多次入圍金曲獎最佳女歌手獎項。
- 戴佩妮：馬來西亞籍創作歌手、音樂製作人，曾獲得金曲獎最佳作曲人獎、最佳專輯製作人獎、最佳國語女歌手獎等，是金曲獎獲得獎項類別最多的女歌⼿。[41]
- 曹格：馬來西亞籍歌手，曾獲得第19屆金曲獎最佳國語男歌手獎項。
- 張棟樑：馬來西亞籍歌手及演員。
- 巫啟賢：馬來西亞籍歌手。
- 柯以敏：馬來西亞籍歌手。
- 張智成：馬來西亞籍歌手。
- 黃明志：馬來西亞籍的歌手、導演、網絡紅人，畢業於銘傳大學國際學院大眾傳播系，多次入圍金曲獎最佳男歌手。[42]
- 林凡：台馬混血兒，目前為是歌手和電台主持人。[43]
- 光良：馬來西亞籍的歌手，曾和品冠組成歌唱組合無印良品。
- 品冠：馬來西亞籍的歌手，曾和光良組成歌唱組合無印良品。
- 陳势安：馬來西亞籍的歌手及演員，目前在臺灣發展演藝事業。
- 李佳薇：馬來西亞籍歌手，曾參與選秀節目超级星光大道。
- 謝佳見：馬來西亞籍演員。
- 戴祖雄：馬來西亞籍演員、主持人。
- 岑永康：台馬混血兒，台灣新聞主播、記者、主持人、製作人。
- 符瓊音：馬來西亞籍歌手，為選秀節目《超級偶像2》亞軍。
- 陳威全：馬來西亞籍創作歌手及音樂製作人
- 陳芳語：出生於澳洲，父母来自馬來西亞砂拉越州詩巫，目前在臺灣發展演藝事業。[44]
- 伍家輝：馬來西亞籍歌手及音樂製作人。
- 高以翔：台馬混血兒，為模特兒及演員。
- 劉雨柔：台馬混血兒，為模特兒及演員。
- 劉倩妏：馬來西亞籍演員。
- 林明禎：馬來西亞籍歌手、演員及模特兒。
- 林詩枝：馬來西亞籍演員及模特兒。
- 黃若熙：馬來西亞籍歌手。
- 艾成：馬來西亞籍歌手、演員，為超級偶像第二季總冠軍，已過世。
- 李艾薇：馬來西亞籍歌手,曾參加歌唱選秀節目《聲林之王2》。
- 林美貞：曾為馬來西亞華裔小姐亞軍，目前在臺灣發展演藝事業。
- 吳宇衛：出生於英國，父親是馬來西亞華人，母親是希臘裔賽普勒斯人，在亞洲各國擔任演員、主持人及模特兒。
- 江可德：馬來西亞籍演員。
- 田士廣：馬來西亞籍演員。
- 原騰：馬來西亞籍演員。
- 傅榆：紀錄片導演，馬來西亞及印尼華人混血，在臺北出生，曾獲第20屆台北電影獎最佳紀錄片、第55屆金馬獎最佳紀錄片等獎項。
- 馬鴻裕：馬來西亞籍主持人，曾獲得第54屆廣播金鐘獎企劃編撰獎、入圍第57屆廣播金鐘獎流行音樂節目獎與企劃編撰獎。

### 體育界
- 劉美菁：台馬混血兒，馬來西亞女子排球員。[45]